# Magnetorecepció

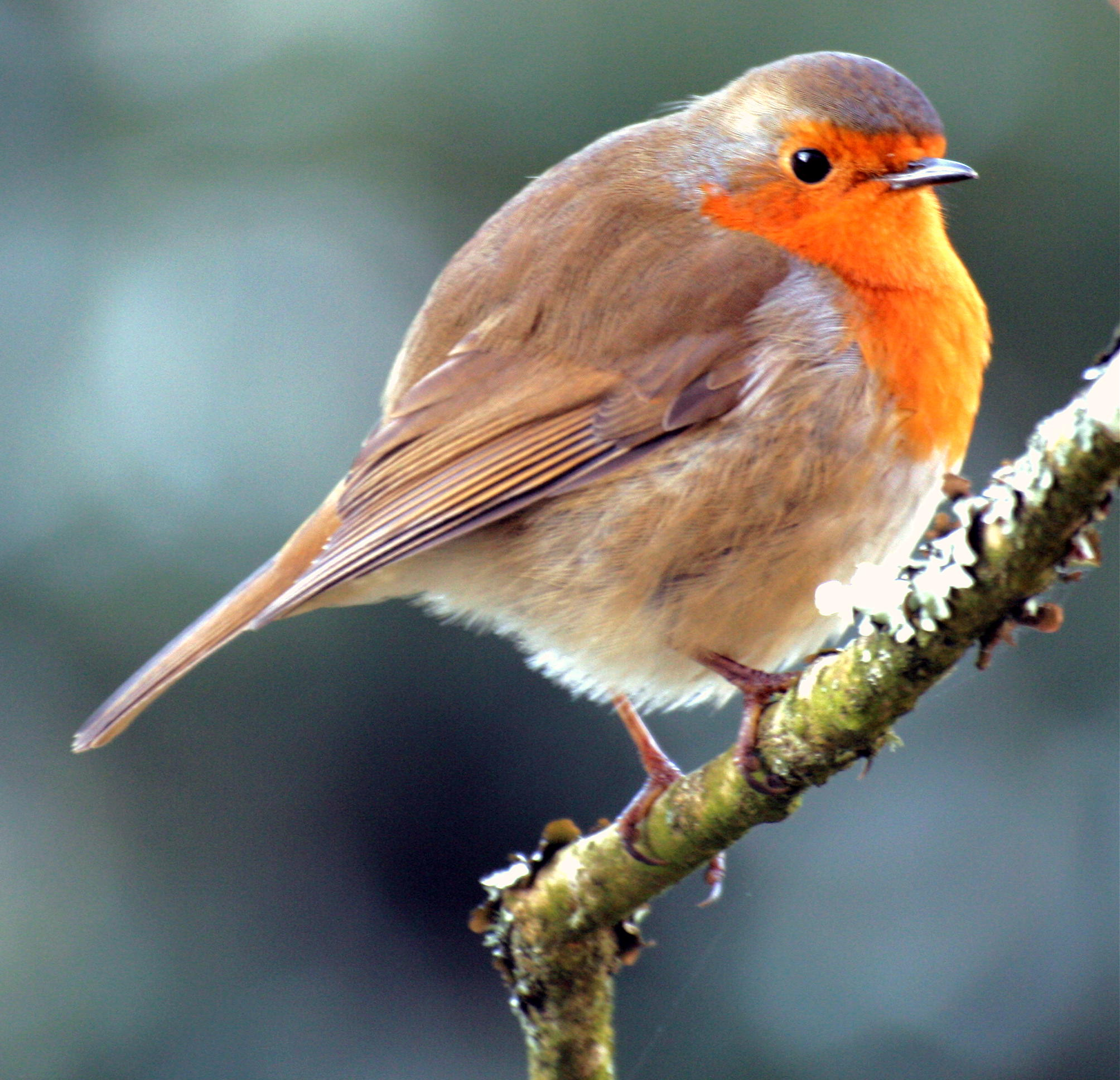
La magnetorecepció s'ha estudiat àmpliament en aus com el pit-roig (Erithacus rubecula).

La magnetorecepció és un sentit que permet als éssers vius la detecció d'un camp magnètic per a percebre la direcció, l'altitud o la localització. L'existència d'aquest sentit es va proposar per a explicar la capacitat per a navegar que presenten diverses espècies animals, així com un mètode mitjançant el qual els animals poden desenvolupar mapes regionals. Se suposa present en aus, per a les quals la percepció del camp magnètic terrestre pot ser important en relació als seus hàbits migratoris. La magnetorecepció també s'ha observat en bacteris.
S'han proposat diversos sistemes per tal d'explicar la magnetorecepció com a procés mecànic:
- Presència de magnetita als teixits vius.[1]
- Efectes quàntics sobre un parell radical.[2]
- Inducció electromagnètica.[3]

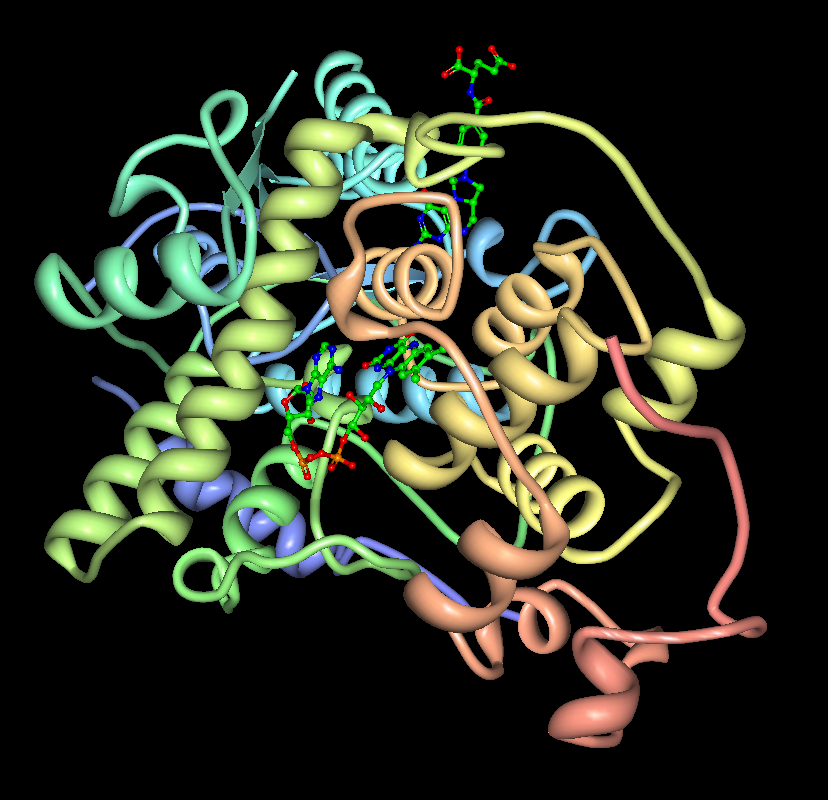
Estructura en llaç del criptocrom 3 (CRY3) de la planta Arabidopsis thaliana, mostrant els lligands FAD (al front) i MTHF (al darrere).

Un model de magnetodetecció en animals proposa que els camps geomagnètics són percebuts per reaccions químiques sensibles a la llum que impliquen el criptocrom, i la flavoproteïna FAD que actua de lligand. Tot i que molts animals utilitzen el camp magnètic terrestre per orientar-se, aquest fenomen no s'ha observat en humans. Tot i això, s'ha observat que el criptocrom 2 humà present en la retina podria tenir una funció magnetosensora depenent de la llum.

## Bacteris
Una demostració inequívoca de l'ús dels camps magnètics per a l'orientació per part d'un organisme viu es troba en una classe de bacteris anomenats bacteris magnetotàctics. Aquests bacteris demostren tenir un comportament anomenat magnetotaxis, en què el bacteri s'orienta i es mou seguint les línies del camp magnètic. S'ha suggerit que d'aquesta manera els bacteris poden dirigir el seu moviment cap avall, cap al sediment. Una altra explicació suposa que els permet alinear-se contra el moviment brownià.

## Peixos
Experiments sobre el comportament dels peixos elasmobranquis (taurons, rajades) mostren que aquests poden detectar canvis en el camp magnètic terrestre.